# اکتاو
در تئوری موسیقی، اُکتاو (به فرانسوی و انگلیسی: octave، به‌معنی «هشت‌تایی») یا هنگام، که گاه به‌اختصار به صورت 8ve و P8 نیز نوشته می‌شود، فاصلهٔ دو نت همنام متوالی است. هر ساز دارای دامنهٔ خاصی از لحاظ تکرار این نت‌ها است، و دامنهٔ سازها را اغلب با شمارش مجموعِ این هشت نت -که برابر با یک اکتاو می‌باشد- می‌سنجند. بدیهی‌ست که سازهای مختلف دارای تعداد اکتاوهای مختلف می‌باشند.
اگر بسامد دو نت متوالی که با هم یک اکتاو فاصله دارند اندازه‌گیری شود، بسامد یکی دوبرابر دیگری خواهد بود (نسبت ۲:۱). به عبارت دیگر، نت‌هایی که با فاصلهٔ اکتاو از هم قرار می‌گیرند، تشکیل یک تصاعد هندسی را می‌دهند؛ مثلاً نتِ «لا» در اکتاو چهارم یک پیانو (A4) بسامدی برابر با ۴۴۰ هرتز دارد و نتِ لای بعدی (A5) بسامدش ۸۸۰ هرتز است.

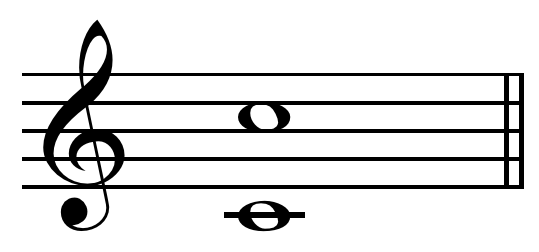
هشتم درست (اکتاو)